# 施泰鲁普
施泰鲁普（德語：Sterup）是德国石勒苏益格－荷尔斯泰因州的一个市镇。总面积17.14平方公里，总人口1365人，其中男性682人，女性683人（2011年12月31日），人口密度80人/平方公里。